# 普門寺信號場

車站配線圖 A:上諏訪 B:茅野

普門寺信號場（日语：／ Fumonji eki */?）是位於日本長野縣諏訪市大字四賀普門寺的東日本旅客鐵道（JR東日本）中央本線線路所。

## 車站結構
擁有1條安全側線，限速為75km/h。

## 車站周邊
- 諏訪中央自動車學校
- 國道20號
- 甲州街道第2平交道

## 历史
- 1970年（昭和45年）9月2日：開業。
- 1987年（昭和62年）4月1日：國鐵分割民營化，成為東日本旅客鐵道的一個車站。

## 相鄰車站
東日本旅客鐵道
■中央本線
茅野－（普門寺信號場）－上諏訪